# (1777) Gehrels
(1777) Gehrels ist ein Asteroid des Hauptgürtels, der am 24. September 1960 vom niederländischen Forscherteam Cornelis Johannes van Houten, Ingrid van Houten-Groeneveld und Tom Gehrels im Rahmen des Palomar-Leiden-Surveys entdeckt wurde.
Der Asteroid ist nach dem niederländischstämmigen US-amerikanischen Astronomen Tom Gehrels benannt, einem der Entdecker des Planetoiden und Coinitiator des Palomar-Leiden-Surveys.